# 伦琴环形山
伦琴环形山（Röntgen）是位于月球背面北半部的一座大撞击坑，它的东侧略微进入至月球正面，其名称取自德国物理学家威廉·康拉德·伦琴（1845年-1923年），1964年被国际天文学联合会正式批准接受。

## 描述

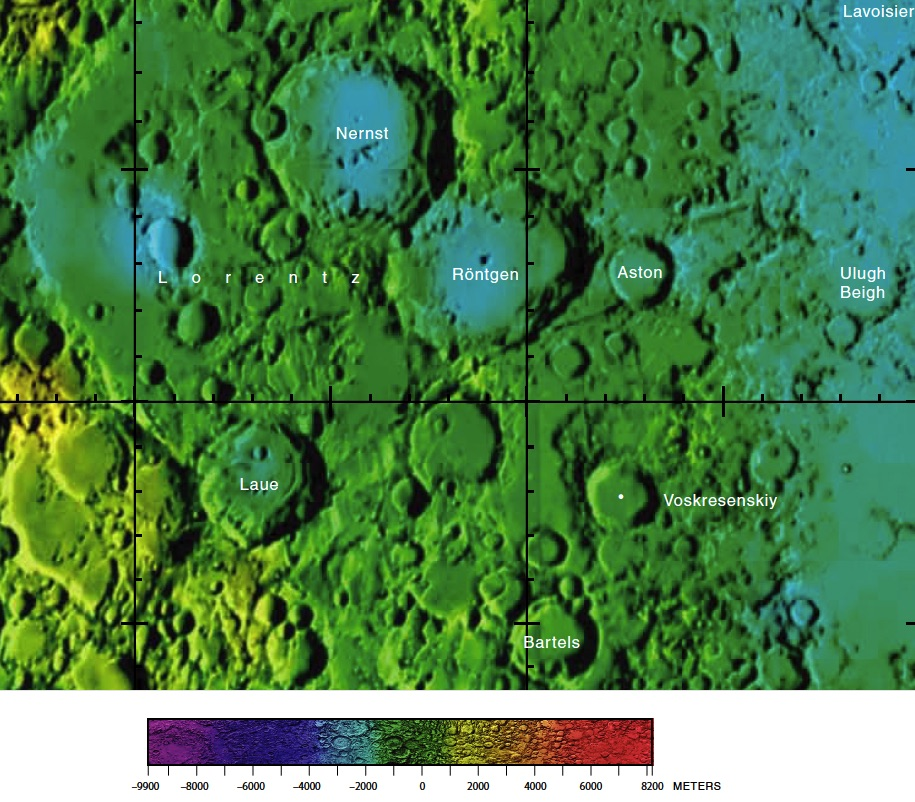
伦琴环形山的周边，月球背面区域详图。

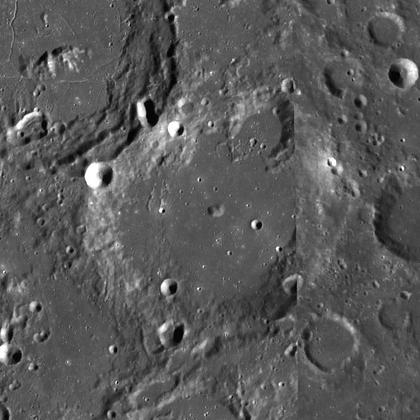
月球勘测轨道飞行器拍摄

该陨坑位于巨大的环壁平原-洛伦兹环形山坑底东南，西北与能斯脱环形山相接壤、东面靠近阿斯顿陨石坑、而沃斯克列先斯基环形山和劳厄环形山则分别位于它的东南和西南。该陨坑中心月面坐标为33°00′N 91°24′W / 33.0°N 91.4°W，直径128.42公里，深度约2.93公里。
伦琴环形山已被后续的撞击严重损毁，现已成为月表上一圈嶙峋崔嵯、参差不齐的环形山脊。沿与能斯脱环形山相交的西侧壁上坐落了一座年轻的杯形坑。该环形山坑壁最大高出周边地形1640米，内部容积约17681立方千米。坑内地表已被熔岩掩没，表面较为平坦，紧贴北侧内壁坐落了一座也已被熔岩淹没且南侧壁破裂畅开的大陨坑；西北侧则延伸出二道小山脊；中心点偏北一座双峰丘突出在熔岩表面之上。
伦琴环形山虽然位于月球背面，但有时通过月球摄动，从地球上也可观察到它，但其显示角度很低，且外观会发生变形。

## 卫星陨石坑
按惯例，最靠近阿斯顿陨石坑的卫星坑将在月图上以字母标注在它的中心点旁边.

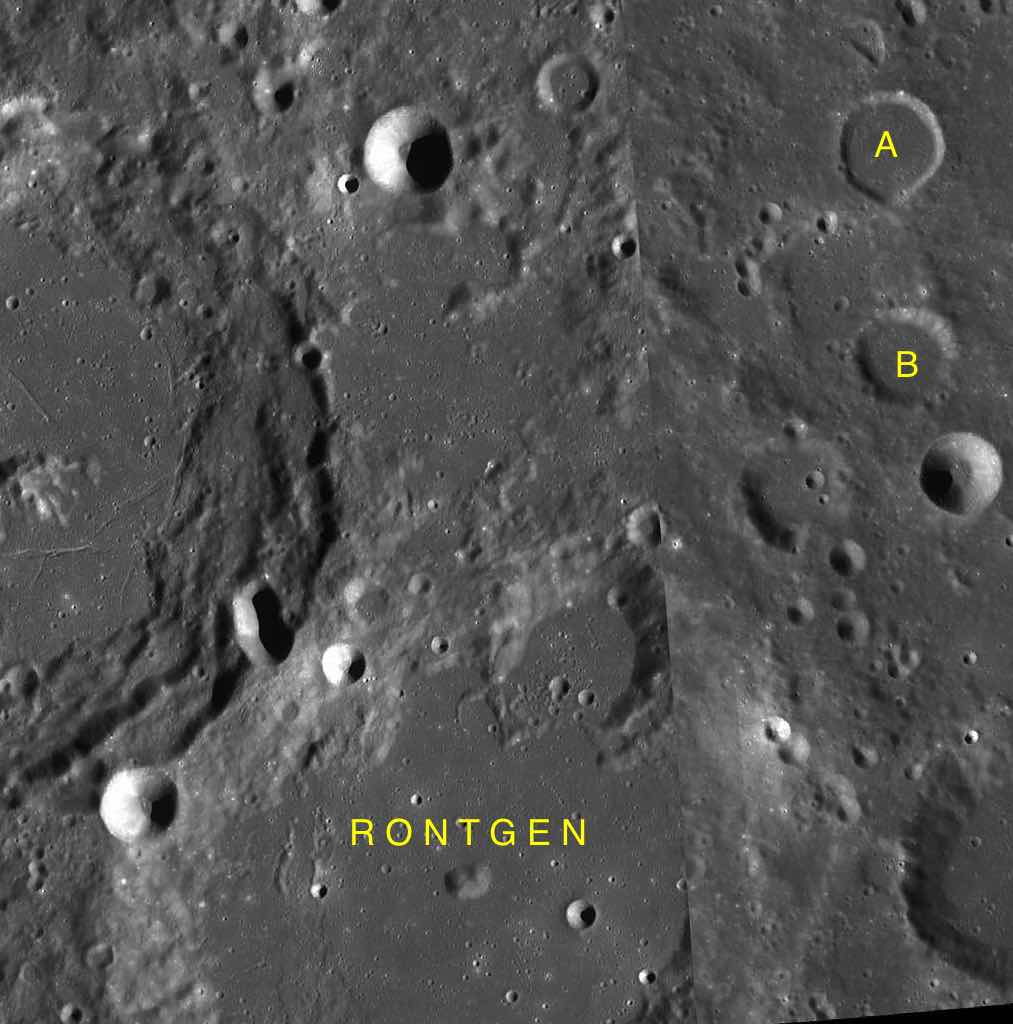
LAC-36 区域图

| 阿斯顿 | 纬度    | 经度    | 直径    |
| ------ | ------- | ------- | ------- |
| A      | 36.9° N | 88.1° W | 18 公里 |
| B      | 35.7° N | 88.1° W | 16 公里 |

## 参引资料
1. ↑   (PDF).   [2017-03-26]. （原始内容存档 (PDF)于2018-05-30）.
2. ↑   (PDF).   [2017-03-26]. （原始内容存档 (PDF)于2016-12-24）.
3. ↑  .   [2017-03-26]. （原始内容存档于2018-07-16）.
4. 1 2 3  Lunar Impact Crater Database

## 另请参阅
- Andersson, L. E.; Whitaker, E. A. . NASA RP-1097. 1982.
- Blue, Jennifer. . USGS. July 25, 2007  [2007-08-05]. （原始内容存档于2012-04-08）.
- Bussey, B.; Spudis, P. . New York: Cambridge University Press. 2004. ISBN 978-0-521-81528-4.
- Cocks, Elijah E.; Cocks, Josiah C. . Tudor Publishers. 1995. ISBN 978-0-936389-27-1.
- McDowell, Jonathan. . Jonathan's Space Report. July 15, 2007  [2007-10-24]. （原始内容存档于2012-05-26）.
- Menzel, D. H.; Minnaert, M.; Levin, B.; Dollfus, A.; Bell, B. . Space Science Reviews. 1971, 12 (2): 136–186. Bibcode:1971SSRv...12..136M. doi:10.1007/BF00171763.
- Moore, Patrick. . Sterling Publishing Co. 2001. ISBN 978-0-304-35469-6.
- Price, Fred W. . Cambridge University Press. 1988. ISBN 978-0-521-33500-3.
- Rükl, Antonín. . Kalmbach Books. 1990. ISBN 978-0-913135-17-4.
- Webb, Rev. T. W.  6th revised. Dover. 1962. ISBN 978-0-486-20917-3.
- Whitaker, Ewen A. . Cambridge University Press. 1999. ISBN 978-0-521-62248-6.
- Wlasuk, Peter T. . Springer. 2000. ISBN 978-1-85233-193-1.